# Martin Pařízek
Martin Pařízek (* 30. prosince 1974 Gottwaldov) je bývalý český fotbalový brankář.

## Fotbalová kariéra
Hrál za FC Boby Brno, FC Švarc Benešov, FC LeRK Brno, SK Tatran Poštorná, SK LeRK Prostějov, FC Petra Drnovice, v Řecku za FC Ionikos a Niki Volos, v Íránu za Saba Battery FC a po návratu za druholigový klub FK Kunovice. V české lize nastoupil ke 31 utkáním, v řecké nejvyšší soutěži nastoupil v 16 utkáních.
Ihned po skončení hráčské kariéry v Kunovicích se začal věnovat trénování brankářů v SK Spartak Hulín.

## Ligová bilance
| Ročník                          | Zápasy | Minuty | Nuly  | Góly | Klub              |
| ------------------------------- | ------ | ------ | ----- | ---- | ----------------- |
| 1. česká fotbalová liga 1993/94 | 10     | 0      | 900   | 2    | FC Boby Brno      |
| 1. česká fotbalová liga 1994/95 | 5      | 0      | 450   | 0    | FC Švarc Benešov  |
| Gambrinus liga 1998/99          | 3      | 0      | 225   | 1    | FC Petra Drnovice |
| Gambrinus liga 1999/00          | 1      | 0      | 90    | 0    | FC Petra Drnovice |
| Gambrinus liga 2001/02          | 12     | 0      | 998   | 3    | 1. FK Drnovice    |
| Řecká Superliga 2002/03         | 14     | 0      | –     | –    | FC Ionikos        |
| Řecká Superliga 2003/04         | 2      | 0      | –     | –    | FC Ionikos        |
| CELKEM I. LIGA                  | 31     | 0      | 2 663 | 6    |                   |
| CELKEM I. LIGA                  | 16     | 0      | –     | –    |                   |